# S-300F
L'S-300F (in cirillico: С-300Ф, nome in codice NATO: SA-N-6 Grumble), anche noto con il soprannome di Fort, è un sistema missilistico di difesa aerea imbarcato di origine sovietica, sviluppato negli anni '80 dal MNIIRE Altair ed entrato in servizio presso le forze armate sovietiche nel 1983.
Progettato per neutralizzare bersagli quali velivoli ad ala fissa e rotante e missili da crociera e proteggere le unità navali collocate nel suo raggio d'azione, che varia dai 75 km per la versione base ai 150 km della versione S-300FM Fort-M (in cirillico: С-300ФM, nome in codice NATO: SA-N-20 Gargoyle), suo più recente aggiornamento. Quest'ultima è ritenuta capace di intercettare anche missili dalla traiettoria balistica.
Date le generose dimensioni del sistema, i sistemi sono stati installati solo su unità di elevato tonnellaggio quali gli incrociatori classe Slava e gli incrociatori a propulsore nucleare Kirov. A causa del suo crescente stato di obsolescenza rispetto alle attuali minacce, ne è prevista la sostituzione in favore delle versioni navali degli S-350 ed S-400.
Dell'S-300F/FM sono state anche sviluppate versioni da esportazione dallo scarso successo commerciale, designate rispettivamente Rif (in cirillico: Риф) e Rif-M (in cirillico: Риф-M) .
Al 2021, il sistema presta servizio attivo nella marina della Federazione Russa sull'unità classe Kirov Pëtr Velikij.

## Caratteristiche
Entrambi utilizzano tre radar: i due comuni sono quelli per l'acquisizione dei bersagli (MR-750 Top Steer con portata di 300 km e Top Pair da 200 km), mentre variano quelli per il tracciamento dei bersagli (un 3R41 Volna Top Dome da 100 km per l'S-300F ed un Tomb Stone Mod per l'S-300FM).
| Caratteristiche         | S-300F    | S-300FM   |
| ----------------------- | --------- | --------- |
| Missili usati           | 5V55RM    | 48N6      |
| Lunghezza (m)           | 7,25      | 7,5       |
| Diametro (mm)           | 0,5 ca.   | 0,52      |
| Peso al lancio (kg)     | 1.500 ca. | 1.480     |
| Velocità di volo (km/h) | 6.120     | 7.560     |
| Gittata (km)            | 90        | 90        |
| Quota (m)               | 25-25.000 | 25-25.000 |

## Versioni
S-300F Fort: versione base del 1983 con 75 km di gittata
S-300FM Fort-M: versione aggiornata del 1990 con 150 km di gittata